# Kovács Sándor (ügyvéd, 1832–1892)
Técsői, tasnádi és huszti Kovács Sándor (Losonc, 1832. május 13. – Losonc, 1892. augusztus 23.) köz- és váltóügyvéd, 1848/49-es honvédtiszt.

## Élete
Kovács Benjamin teológiai tanár-író (megh. 1859) és nemes Lukács Máriának fia. Kovács Ferenc közjegyző-író testvérbátyja. Középiskoláit szülővárosában járta; mint honvéd-őrmester részt vett az 1848-1849. évi szabadságharcban. Később a jogot Pesten végezte, ahol az ügyvédi oklevelet is megszerezte, majd Losoncon telepedett le mint gyakorló ügyvéd. Szülővárosának anyagi és szellemi föllendítésén sokat fáradozott; hosszú ideig elnöke volt a dalárdának, melynek érdekében nem riadt vissza az anyagi áldozatoktól. A losonci népbank felügyelő bizottságának tagja, a református egyház presbitere és a nógrádi honvédegylet elnöke volt. Gőzmalmot is létesített, mely más tulajdonos kezén ugyan, de később is fennállt. 
Szerkesztette a Losonczi Phoenix c. társadalmi, szépművészeti és közgazdasági hetilapot Losoncon 1882. jan. 12-től 1883. ápr. 8-ig (összesen 59 számát), mely lapnak alapítója és kiadó-tulajdonosa is volt.